# Raúl de la Fuente
Raúl de la Fuente (Pamplona, 23 d'abril de 1974) és un guionista i director de cinema navarrès.
El primer llargmetratge de Raúl de la Fuente va ser Nömadak Tx (2006). Va presentar gires al voltant del món de dos membres de l'equip d'Oreka TX i va rebre onze premis pel seu treball. El 2015 va ser nominat a l'Oscar al millor curtmetratge documental per la seva obra Minerita (2013) i el 2019 va guanyar el Goya a la millor pel·lícula d'animació per Another Day of Life.

## Filmografia
- 2006: Nömadak Tx
- 2011: Virgen Negra
- 2013: Minerita
- 2014: I Am Haiti
- 2017: La fiebre del oro
- 2018: Another Day of Life